# NGC 480
NGC 480 je galaksija u zviježđu Kit.

## Vanjske poveznice
- SEDS: NGC 480